# Silvery Moonbeams
Silvery Moonbeams es el título del segundo álbum de estudio de la banda española Níobeth, lanzado en Europa por Aural Music septiembre de 2011 y en Japón por Rubicon Music en enero de 2012. La portada es un trabajo de Marta Nael. El libreto incluye, además de las letras y fotos del grupo, una ilustración temática para cada canción y una nota poética de apertura escrita por el guitarrista y compositor del grupo Jesús Díez.
La edición japonesa del álbum incluye una canción adicional, una versión de piano y voz de "Eclipse".
El 10 de septiembre se presentó oficialmente el videoclip de Eclipse.

## Lista de canciones
| Pista | Título                     | Duración | Compositor                                | Notas                                                                         |  |
| ----- | -------------------------- | -------- | ----------------------------------------- | ----------------------------------------------------------------------------- |  |
| 1     | The Banished Princess      | 4:54     | I. Benedicto                              |                                                                               |  |
| 2     | Eclipse                    | 4:01     | J. Díez                                   | Sencillo del disco que cuenta con videoclip.                                  |  |
| 3     | Whithered Lullabies        | 4:49     | J. Díez                                   |                                                                               |  |
| 4     | Sons of the Earth          | 6:12     | I. Benedicto                              |                                                                               |  |
| 5     | Campeón                    | 4:40     | J. Díez                                   | Canción en memoria de su padre.                                               |  |
| 6     | Stolen Innocence           | 0:57     | I. Benedicto                              | Tema instrumental.                                                            |  |
| 7     | My Dead Angel              | 5:19     | I. Benedicto                              |                                                                               |  |
| 8     | I Know That I Know Nothing | 4:27     | I. Benedicto                              |                                                                               |  |
| 9     | I Need You To Need Me      | 6:21     | J. Díez e I. Benedicto                    |                                                                               |  |
| 10    | Sadako's Wings of Hope     | 15:23    | J. Díez                                   | Canción en homenaje a Sadako Sasaki y la leyenda de las mil grullas de papel. |  |
| 11    | Polovtsian Dances          | 3:04     | Aleksandr Borodín; Adaptación de J. Díez. | Versión de las Danzas Polovtsianas de la ópera El Príncipe Ígor de Borodín.   |  |
| 12    | Solitude                   | 2:46     | J. Díez                                   | Pieza instrumental de guitarra.                                               |  |
| 13    | Eclipse (versión acústica) | 4:25     | J. Díez                                   | Tema adicional sólo para Japón. Una versión de piano y voz de "Eclipse".      |  |

## Directo
La gira de presentación del disco fue cancelada en su totalidad debido a la separación del grupo poco después del lanzamiento del disco.

## Videoclips
- Eclipse.

## Créditos

### Miembros
- Itea Benedicto - Voz y composición.
- Jesús Díez - Guitarra y composición.
- Javi Palacios - Bajo.
- Alberto Izquierdo - Batería.

### Músicos invitados
- Fernando Asensi - Voz masculina en el tema 9.